# Mistrovství světa v alpském lyžování 2017 – slalom žen
Slalom žen na Mistrovství světa v alpském lyžování 2017 se konal v sobotu 18. února 2017 jako pátý a poslední ženský závod světového šampionátu ve Svatém Mořici. Kvalifikace proběhla o den dříve 17. února. Úvodní kolo slalomu odstartovalo v 9.45 hodin a druhá část na něj navázala od 13 hodin. Do závodu nastoupilo 94 slalomářek z 52 států.
Dvojnásobnou obhájkyní zlata byla americká lyžařka Mikaela Shiffrinová, která opět zvítězila. Poslední závod na mistrovstvích světa odjela 32letá čtyřnásobná medailistka Šárka Strachová, která se z devátého místa po prvním kole posunula, druhou nejrychlejší jízdou ve druhém kole, na konečné páté místo.

## Medailistky
Mistryní světa se opět stala hlavní favoritka a americká lídryně Světového poháru Mikaela Shiffrinová, která vyhrála obě soutěžní kola. Ve 21 letech tak zkompletovala hattrick. Potřetí v řadě vyhrála světovou slalomářskou trofej jako druhá žena historie po Němce Christl Cranzové, jíž se tento výkon podařil v letech 1937 až 1939. Z předchozích dvaceti dvou slalomů jich Američanka ovládla dvacet. Ze světových šampionátů si odvezla celkově čtvrtý cenný kov. V předchozím mořickém programu dojela druhá v obřím slalomu.
S velkou ztrátou jedné sekundy a šedesáti čtyř setin vybojovala stříbrný kov 23letá Švédka Wendy Holdenerová, která si udržela druhou příčku po prvním jízdě osmým nejrychlejším časem ve druhé fázi. Výraznějším rozdílem vyhrála naposledy předtím Francouzka Ingrid Lafforgueová v roce 1970. V rámci světových šampionátů si tak Holdenerová po mořickém zlatu v superkombinaci připsala druhou individuální medaili.
Bronz si odvezla 31letá Frida Hansdotterová ze Švédska, jež si z mistrovství světa odvezla poslední, třetí medaili v kariéře. Za druhým místem zaostala o devět setin sekundy. Potřetí v řadě se umístila na stupních vítězů, když na MS 2013 skončila třetí a na MS 2015 druhá.

## Výsledky
| P                                                                               | SČ | lyžařka                      | stát                | 1. kolo          | pořadí           | 2. kolo                 | pořadí                  | celkově                 | ztráta                  |
| ------------------------------------------------------------------------------- | -- | ---------------------------- | ------------------- | ---------------- | ---------------- | ----------------------- | ----------------------- | ----------------------- | ----------------------- |
| Zlatá medaile                                                                   | 1  | Mikaela Shiffrinová          | USA                 | 47,80            | 1.               | 49,47                   | 1.                      | 1:37,27                 |                         |
| Stříbrná medaile                                                                | 7  | Wendy Holdenerová            | Švýcarsko           | 48,18            | 2.               | 50,73                   | 8.                      | 1:38,91                 | +1,64                   |
| Bronzová medaile                                                                | 3  | Frida Hansdotterová          | Švédsko             | 48,57            | 5.               | 50,45                   | 3.                      | 1:39,02                 | +1,75                   |
| 4.                                                                              | 4  | Petra Vlhová                 | Slovensko           | 48,56            | 4.               | 50,60                   | 4.                      | 1:39,16                 | +1,89                   |
| 5.                                                                              | 6  | Šárka Strachová              | Česko               | 49,00            | 9.               | 50,32                   | 2.                      | 1:39,32                 | +2,05                   |
| 6.                                                                              | 10 | Michaela Kirchgasserová      | Rakousko            | 48,75            | 7.               | 50,74                   | 9.                      | 1:39,49                 | +2,22                   |
| 7.                                                                              | 17 | Ana Buciková                 | Slovinsko           | 48,76            | 8.               | 51,13                   | 19.                     | 1:39,89                 | +2,62                   |
| 8.                                                                              | 19 | Emelie Wikströmová           | Švédsko             | 49,49            | 14.              | 50,71                   | 7.                      | 1:40,20                 | +2,93                   |
| 9.                                                                              | 27 | Denise Feierabendová         | Švýcarsko           | 49,61            | 16.              | 50,62                   | 5.                      | 1:40,23                 | +2,96                   |
| 10.                                                                             | 9  | Bernadette Schildová         | Rakousko            | 49,41            | 12.              | 50,83                   | 11.                     | 1:40,24                 | +2,97                   |
| 11.                                                                             | 14 | Resi Stieglerová             | USA                 | 49,38            | 11.              | 51,03                   | 16.                     | 1:40,41                 | +3,14                   |
| 12                                                                              | 23 | Nastasia Noensová            | Francie             | 49,75            | 18.              | 50,78                   | 10.                     | 1:40,53                 | +3,26                   |
| 13.                                                                             | 18 | Maren Skjøldová              | Norsko              | 49,60            | 15.              | 50,99                   | 15.                     | 1:40,59                 | +3,32                   |
| 14.                                                                             | 15 | Maria Pietiläová Holmnerová  | Švédsko             | 49,97            | 23.              | 50,63                   | 6.                      | 1:40,60                 | +3,33                   |
| 15.                                                                             | 22 | Erin Mielzynská              | Kanada              | 49,74            | 17.              | 50,88                   | 13.                     | 1:40,62                 | +3,35                   |
| 16.                                                                             | 32 | Anna Swenn-Larssonová        | Švédsko             | 49,84            | 21.              | 50,85                   | 12.                     | 1:40,69                 | +3,42                   |
| 17.                                                                             | 38 | Marina Wallnerová            | Německo             | 49,81            | 20.              | 50,89                   | 14.                     | 1:40,70                 | +3,43                   |
| 18.                                                                             | 16 | Lena Dürrová                 | Německo             | 49,16            | 10.              | 51,61                   | 22.                     | 1:40,77                 | +3,50                   |
| 19.                                                                             | 13 | Katharina Truppeová          | Rakousko            | 49,80            | 19.              | 51,10                   | 17.                     | 1:40,90                 | +3,63                   |
| 20.                                                                             | 8  | Marie-Michèle Gagnonová      | Kanada              | 49,48            | 13.              | 51,77                   | 24.                     | 1:41,25                 | +3,98                   |
| 21.                                                                             | 11 | Michelle Gisinová            | Švýcarsko           | 48,66            | 6.               | 52,86                   | 31.                     | 1:41,52                 | +4,25                   |
| 22.                                                                             | 40 | Jessica Hilzingerová         | Německo             | 50,43            | 24.              | 51,22                   | 20.                     | 1:41,65                 | +4,38                   |
| 23                                                                              | 25 | Anne-Sophie Barthetová       | Francie             | 50,70            | 28               | 51,12                   | 18.                     | 1:41,82                 | +4,55                   |
| 24.                                                                             | 31 | Federica Brignoneová         | Itálie              | 50,60            | 26.              | 51,73                   | 23.                     | 1:42,33                 | +5,06                   |
| 25.                                                                             | 39 | Alexandra Tilleyová          | Spojené království  | 50,66            | 27.              | 52,06                   | 25.                     | 1:42,72                 | +5,45                   |
| 26.                                                                             | 2  | Nina Løsethová               | Norsko              | 51,70            | 38.              | 51,27                   | 21.                     | 1:42,97                 | +5,70                   |
| 27.                                                                             | 34 | Ali Nullmeyerová             | Kanada              | 51,03            | 31.              | 52,13                   | 26.                     | 1:43,16                 | +5,89                   |
| 28.                                                                             | 45 | Andrea Komšićová             | Chorvatsko          | 51,36            | 35.              | 52,30                   | 27.                     | 1:43,66                 | +6,39                   |
| 29.                                                                             | 35 | Jěkatěrina Tkačenková        | Rusko               | 51,08            | 32.              | 52,79                   | 30.                     | 1:43,87                 | +6,60                   |
| 30.                                                                             | 51 | Adriana Jelinková            | Nizozemsko          | 51,38            | 36.              | 52,65                   | 28.                     | 1:44,03                 | +6,76                   |
| 31.                                                                             | 53 | Maria Škanovová              | Bělorusko           | 51,35            | 34.              | 52,96                   | 32.                     | 1:44,31                 | +7,04                   |
| 32.                                                                             | 41 | Martina Dubovská             | Česko               | 51,82            | 41.              | 52,68                   | 29.                     | 1:44,50                 | +7,23                   |
| 33.                                                                             | 49 | Gabriela Capová              | Česko               | 51,71            | 39.              | 53,06                   | 33.                     | 1:44,77                 | +7,50                   |
| 34.                                                                             | 46 | Mireia Gutiérrezová          | Andorra             | 51,75            | 40.              | 53,11                   | 34.                     | 1:44,86                 | +7,59                   |
| 35.                                                                             | 37 | Merle Soppelová              | Finsko              | 51,55            | 37.              | 53,49                   | 35.                     | 1:45,04                 | +7,77                   |
| 36.                                                                             | 52 | Megan McJamesová             | USA                 | 52,11            | 43.              | 53,69                   | 36.                     | 1:45,80                 | +8,53                   |
| 37.                                                                             | 65 | Agnese Āboltiņová            | Lotyšsko            | 52,60            | 49.              | 53,70                   | 37.                     | 1:46,30                 | +9,03                   |
| 38.                                                                             | 44 | Emiko Kijosawová             | Japonsko            | 52,23            | 47.              | 54,27                   | 39.                     | 1:46,50                 | +9,23                   |
| 39.                                                                             | 54 | Salomé Báncorová             | Argentina           | 52,76            | 50.              | 53,81                   | 38.                     | 1:46,57                 | +9,30                   |
| 40.                                                                             | 62 | Marjolein Decroixová         | Belgie              | 52,20            | 46.              | 55,02                   | 41.                     | 1:47,22                 | +9,95                   |
| 41.                                                                             | 59 | Macarena Simari Birknerová   | Argentina           | 52,46            | 48.              | 55,35                   | 42.                     | 1:47,81                 | +10,54                  |
| 42.                                                                             | 57 | Kim Vanreuselová             | Belgie              | 53,75            | 54.              | 54,58                   | 40.                     | 1:48,33                 | +11,06                  |
| 43.                                                                             | 70 | Tereza Jančová               | Slovensko           | 53,43            | 53.              | 55,36                   | 43.                     | 1:48,79                 | +11,52                  |
| 44.                                                                             | 72 | Klaudia Nemcová              | Slovensko           | 54,88            | 56.              | 56,16                   | 44.                     | 1:51,04                 | +13,77                  |
| 45.                                                                             | 60 | Maria Kirkovová              | Bulharsko           | 53,85            | 55.              | 57,28                   | 45.                     | 1:51,13                 | +13,86                  |
| 46.                                                                             | 69 | Nino Ciklauriová             | Gruzie              | 54,88            | 56.              | 58,75                   | 48.                     | 1:53,63                 | +16,36                  |
| 47.                                                                             | 74 | Charlotte Techen Lemgartová  | Dánsko              | 55,88            | 58.              | 57,89                   | 46.                     | 1:53,77                 | +16,50                  |
| 48.                                                                             | 77 | Sophia Ralliová              | Řecko               | 56,57            | 60.              | 58,09                   | 47.                     | 1:54,66                 | +17,39                  |
| 49.                                                                             | 81 | Olha Knyšová                 | Ukrajina            | 56,10            | 59.              | 58,89                   | 49.                     | 1:54,99                 | +17,72                  |
| —                                                                               | 5  | Veronika Velez Zuzulová      | Slovensko           | 48,39            | 3.               | nedojela do cíle        | nedojela do cíle        | nedojela do cíle        | nedojela do cíle        |
| —                                                                               | 28 | Adeline Baud Mugnierová      | Francie             | 49,92            | 22.              | nedojela do cíle        | nedojela do cíle        | nedojela do cíle        | nedojela do cíle        |
| —                                                                               | 29 | Maruša Ferková               | Slovinsko           | 53,21            | 51.              | nedojela do cíle        | nedojela do cíle        | nedojela do cíle        | nedojela do cíle        |
| —                                                                               | 30 | Katharina Gallhuberová       | Rakousko            | 50,56            | 25.              | nedojela do cíle        | nedojela do cíle        | nedojela do cíle        | nedojela do cíle        |
| —                                                                               | 33 | Nevena Ignjatovićová         | Srbsko              | 50,71            | 29.              | nedojela do cíle        | nedojela do cíle        | nedojela do cíle        | nedojela do cíle        |
| —                                                                               | 36 | Xenija Alopinová             | Rusko               | 52,11            | 43.              | nedojela do cíle        | nedojela do cíle        | nedojela do cíle        | nedojela do cíle        |
| —                                                                               | 47 | Lelde Gasūnová               | Lotyšsko            | 52,11            | 43.              | nedojela do cíle        | nedojela do cíle        | nedojela do cíle        | nedojela do cíle        |
| —                                                                               | 55 | Riikka Honkanenová           | Finsko              | 52,06            | 42.              | nedojela do cíle        | nedojela do cíle        | nedojela do cíle        | nedojela do cíle        |
| —                                                                               | 56 | Mikaela Tommyová             | Kanada              | 51,33            | 33.              | nedojela do cíle        | nedojela do cíle        | nedojela do cíle        | nedojela do cíle        |
| —                                                                               | 67 | Maryna Gąsienica-Danielová   | Polsko              | 50,90            | 30.              | nedojela do cíle        | nedojela do cíle        | nedojela do cíle        | nedojela do cíle        |
| —                                                                               | 68 | Věra Asenovová               | Bulharsko           | 53,35            | 52.              | nedojela do cíle        | nedojela do cíle        | nedojela do cíle        | nedojela do cíle        |
| —                                                                               | 76 | Sabrina Simaderová           | Keňa                | 57,21            | 61.              | nepostoupila do 2. kola | nepostoupila do 2. kola | nepostoupila do 2. kola | nepostoupila do 2. kola |
| —                                                                               | 79 | Maria Samarinouová           | Řecko               | 57,58            | 62.              | nepostoupila do 2. kola | nepostoupila do 2. kola | nepostoupila do 2. kola | nepostoupila do 2. kola |
| —                                                                               | 75 | Tess Arbezová                | Irsko               | 57,73            | 63.              | nepostoupila do 2. kola | nepostoupila do 2. kola | nepostoupila do 2. kola | nepostoupila do 2. kola |
| —                                                                               | 85 | Catherine Elvingerová        | Lucembursko         | 58,49            | 64.              | nepostoupila do 2. kola | nepostoupila do 2. kola | nepostoupila do 2. kola | nepostoupila do 2. kola |
| —                                                                               | 78 | Ni Jüe-ming                  | Čína                | 1:00,11          | 65.              | nepostoupila do 2. kola | nepostoupila do 2. kola | nepostoupila do 2. kola | nepostoupila do 2. kola |
| —                                                                               | 73 | Elvedina Muzaferijová        | Bosna a Hercegovina | 1:00,69          | 66.              | nepostoupila do 2. kola | nepostoupila do 2. kola | nepostoupila do 2. kola | nepostoupila do 2. kola |
| —                                                                               | 64 | Mathilde Nellesová           | Belgie              | 1:02,48          | 67.              | nepostoupila do 2. kola | nepostoupila do 2. kola | nepostoupila do 2. kola | nepostoupila do 2. kola |
| —                                                                               | 91 | Atefeh Ahmadiová             | Írán                | 1:03,21          | 68.              | nepostoupila do 2. kola | nepostoupila do 2. kola | nepostoupila do 2. kola | nepostoupila do 2. kola |
| —                                                                               | 89 | Laetitia El Khouryová        | Libanon             | 1:04,35          | 69.              | nepostoupila do 2. kola | nepostoupila do 2. kola | nepostoupila do 2. kola | nepostoupila do 2. kola |
| —                                                                               | 86 | Elise Pellegrinová           | Malta               | 1:04,36          | 70.              | nepostoupila do 2. kola | nepostoupila do 2. kola | nepostoupila do 2. kola | nepostoupila do 2. kola |
| —                                                                               | 93 | Catarina Carvalhová          | Portugalsko         | 1:11,94          | 71.              | nepostoupila do 2. kola | nepostoupila do 2. kola | nepostoupila do 2. kola | nepostoupila do 2. kola |
| —                                                                               | 90 | Rachel Elizabeth Olivierová  | Jižní Afrika        | 1:16,25          | 72.              | nepostoupila do 2. kola | nepostoupila do 2. kola | nepostoupila do 2. kola | nepostoupila do 2. kola |
| —                                                                               | 94 | Céline Martiová              | Haiti               | 1:27,81          | 73.              | nepostoupila do 2. kola | nepostoupila do 2. kola | nepostoupila do 2. kola | nepostoupila do 2. kola |
| —                                                                               | 12 | Chiara Costazzová            | Itálie              | nedojela do cíle | nedojela do cíle | nedojela do cíle        | nedojela do cíle        | nedojela do cíle        | nedojela do cíle        |
| —                                                                               | 20 | Christina Geigerová          | Německo             | nedojela do cíle | nedojela do cíle | nedojela do cíle        | nedojela do cíle        | nedojela do cíle        | nedojela do cíle        |
| —                                                                               | 21 | Irene Curtoniová             | Itálie              | nedojela do cíle | nedojela do cíle | nedojela do cíle        | nedojela do cíle        | nedojela do cíle        | nedojela do cíle        |
| —                                                                               | 26 | Manuela Mölggová             | Itálie              | nedojela do cíle | nedojela do cíle | nedojela do cíle        | nedojela do cíle        | nedojela do cíle        | nedojela do cíle        |
| —                                                                               | 42 | Asa Andová                   | Japonsko            | nedojela do cíle | nedojela do cíle | nedojela do cíle        | nedojela do cíle        | nedojela do cíle        | nedojela do cíle        |
| —                                                                               | 43 | Laurie Mougelová             | Francie             | nedojela do cíle | nedojela do cíle | nedojela do cíle        | nedojela do cíle        | nedojela do cíle        | nedojela do cíle        |
| —                                                                               | 48 | Kateřina Pauláthová          | Česko               | nedojela do cíle | nedojela do cíle | nedojela do cíle        | nedojela do cíle        | nedojela do cíle        | nedojela do cíle        |
| —                                                                               | 50 | Leona Popovićová             | Chorvatsko          | nedojela do cíle | nedojela do cíle | nedojela do cíle        | nedojela do cíle        | nedojela do cíle        | nedojela do cíle        |
| —                                                                               | 58 | Freydis-Halla Einarsdóttir   | Island              | nedojela do cíle | nedojela do cíle | nedojela do cíle        | nedojela do cíle        | nedojela do cíle        | nedojela do cíle        |
| —                                                                               | 61 | Sarah Schleperová            | Mexiko              | nedojela do cíle | nedojela do cíle | nedojela do cíle        | nedojela do cíle        | nedojela do cíle        | nedojela do cíle        |
| —                                                                               | 63 | Liene Bondareová             | Lotyšsko            | nedojela do cíle | nedojela do cíle | nedojela do cíle        | nedojela do cíle        | nedojela do cíle        | nedojela do cíle        |
| —                                                                               | 66 | Piera Hudsonová              | Nový Zéland         | nedojela do cíle | nedojela do cíle | nedojela do cíle        | nedojela do cíle        | nedojela do cíle        | nedojela do cíle        |
| —                                                                               | 71 | Raluca Georgiana Ciocanelová | Rumunsko            | nedojela do cíle | nedojela do cíle | nedojela do cíle        | nedojela do cíle        | nedojela do cíle        | nedojela do cíle        |
| —                                                                               | 80 | Ieva Januškevičiūtė          | Litva               | nedojela do cíle | nedojela do cíle | nedojela do cíle        | nedojela do cíle        | nedojela do cíle        | nedojela do cíle        |
| —                                                                               | 82 | Chiara Archamová             | Maďarsko            | nedojela do cíle | nedojela do cíle | nedojela do cíle        | nedojela do cíle        | nedojela do cíle        | nedojela do cíle        |
| —                                                                               | 84 | Ornella Oettl Reyesová       | Peru                | nedojela do cíle | nedojela do cíle | nedojela do cíle        | nedojela do cíle        | nedojela do cíle        | nedojela do cíle        |
| —                                                                               | 87 | Ivana Bulatovićová           | Černá Hora          | nedojela do cíle | nedojela do cíle | nedojela do cíle        | nedojela do cíle        | nedojela do cíle        | nedojela do cíle        |
| —                                                                               | 88 | Xenija Grigorevová           | Uzbekistán          | nedojela do cíle | nedojela do cíle | nedojela do cíle        | nedojela do cíle        | nedojela do cíle        | nedojela do cíle        |
| —                                                                               | 92 | Lidija Simjanovská           | Severní Makedonie   | nedojela do cíle | nedojela do cíle | nedojela do cíle        | nedojela do cíle        | nedojela do cíle        | nedojela do cíle        |
| —                                                                               | 24 | Mélanie Meillardová          | Švýcarsko           | diskvalifikována | diskvalifikována | diskvalifikována        | diskvalifikována        | diskvalifikována        | diskvalifikována        |
| —                                                                               | 83 | Suela Mëhilliová             | Albánie             | diskvalifikována | diskvalifikována | diskvalifikována        | diskvalifikována        | diskvalifikována        | diskvalifikována        |
| První kolo odstartovalo v 9.45 hodin a druhé kolo navázalo od 13 hodin (UTC+1). |    |                              |                     |                  |                  |                         |                         |                         |                         |